# 중궈 의과대학
중궈 의과대학교(中國醫科大學校)는 중화인민공화국 둥베이 지역 랴오닝 성 선양(瀋陽)에 있는 국립 의과 대학교이다.

## 연혁 및 연보
- 1931년 11월 16일, 중화소비에트공화국 장시 성 루이진(瑞金)에서 중화공농홍군군의학교(中華工農紅軍軍醫學校)로 첫 개교(장시 성 성립 군의학교 설립).
- 1932년 11월 16일, 장시 성 루이진에서 장시 성 성립 중화공농홍군위생학교(中華工農紅軍衛生學校)도 추가 개교.
- 1937년 9월 22일, 중화소비에트공화국 멸국 이후 중화공농홍군군의학교(中華工農紅軍軍醫學校)와 중화공농홍군위생학교(中華工農紅軍衛生學校)와 중화팔로군위생학교(中華八路軍衛生學校)를 모두 전격 통폐합 조치 처분함과 동시에 국민정부 시대 중화민국 대륙 본토 장시 성 성립 중화팔로군위생학교(中華八路軍衛生學校)로 대대적 개편 조처.
- 1938년 2월 8일, 장시 성 성립 중화팔로군위생학교(中華八路軍衛生學校)를 장시 성 성립 루이진 중화의과대학교(瑞金 中華醫科大學校)로 전격 대대적 개편.
- 1940년 9월 18일, 장시 성 루이진을 떠난 후 국민정부 시대 중화민국 대륙 본토 산시 성 옌안(延安)으로 학교 교사를 이전하여 산시 성 성립 옌안 중화의과대학교(延安 中華醫科大學校)로 대대적 개편.
- 1948년 2월 11일, 산시 성 옌안을 떠난 후 둥베이 지역 랴오닝 성 선양(瀋陽)으로 전격 이전하여 랴오닝 성 성립 선양 중화의과대학교(瀋陽 中華醫科大學校)로 대대적 개편.
- 1954년 11월 16일, 랴오닝 성 성립 선양 중국의과대학교(中國醫科大學校)로 교명 개칭.
- 1964년 2월 19일, 랴오닝 성 성립 선양 중국의과대학교(中國醫科大學校)를 중화인민공화국 국립 중국의과대학교(中國醫科大學校)로 전격 이관.
- 1974년 2월 8일, 장시 성 루이진에서 중국의과대학교(中國醫科大學校)의 루이진 제1분교 증설.
- 1974년 2월 11일, 산시 성 옌안에서 중국의과대학교(中國醫科大學校)의 옌안 제2분교 증설.

## 학교 동문

### 저명한 동문
- 선중양(沈中陽, 1962년 11월 18일 ~ ): 중화인민공화국 공산당 전국인민대표회의 전국정치협상위원 역임. 의학 석사 및 임상병리학과 전문의 출신.